# Bedrijfsleven
Het bedrijfsleven is het geheel van bedrijven in een samenleving. Dit kan zijn van een dorp, stad of land. Het bedrijfsleven staat naast de overheid en de huishoudens. Non-profitorganisaties worden niet tot het bedrijfsleven gerekend. 
In de macro-economie wordt het bedrijfsleven aangeduid als de bedrijfshuishouding. In de economische kringloop staat de bedrijfshuishouding tegenover de gezinshuishouding, ofwel het geheel van huishoudens. Dit geheel van bedrijfs- en gezinshuishouding wordt de volkshuishouding genoemd.

## Onderverdeling
Het bedrijfsleven kan op verschillende wijzen worden onderverdeeld, onder meer in: 
- enige economische sectoren
- bedrijfstakken en bedrijfskolommen
- het midden- en kleinbedrijf en het grootbedrijf met onder andere multinationals

Een praktische uitwerking is bijvoorbeeld te vinden in de Standaard Bedrijfsindeling.

## Organisatie van het bedrijfsleven
In de centraal geleide economie wordt het bedrijfsleven centraal vanuit de overheid gestuurd. In het kapitalisme zijn de productiemiddelen het privé-eigendom, en is het bestuur van de onderneming in grote mate zelfstandig. 
In de kapitalistische economie zijn verschillende instanties betrokken bij de organisatie van het bedrijfsleven zoals:
- Sociaal-Economische Raad in Nederland en de Centrale Raad voor het Bedrijfsleven in België
- Kamer van Koophandel
- Bedrijfschappen en productschappen
- Vakverenigingen, beroepsverenigingen

Hiernaast is er informele organisatie zoals het bijvoorbeeld het old boys network.